# Mervyn Rose
Mervyn Gordon Rose, avstralski tenisač, * 23. januar 1930, Coffs Harbour, Novi Južni Wales, Avstralija, † 23. julij 2017.
Mervyn Rose se je v svoji karieri dvajsetkrat uvrstil v finale turnirjev za Grand Slam, od tega je osvojil sedem naslovov. V posamični konkurenci je osvojil Prvenstvo Avstralije, ko je leta 1954 v finalu premagal Rexa Hartwiga, in Amatersko prvenstvo Francije, ko je leta 1958 v finalu premagal Luisa Ayalo. Na turnirju za Prvenstvo Avstralije se je v finalu uvrstil še leta 1953, ki ga je v finalu premagal Ken Rosewall. Na turnirjih za Prvenstvo Anglije se je najdlje uvrstil v polfinale v letih 1952, 1953 in 1958, kot tudi na turnirjih za Nacionalno prvenstvo ZDA leta 1952. V konkurenci moških dvojic je dvakrat osvojil Nacionalno prvenstvo ZDA ter po enkrat Prvenstvo Avstralije in Prvenstvo Anglije, v konkurenci mešanih dvojic pa enkrat Prvenstvo Anglije. V letih 1951 in 1957 je bil član zmagovite avstralske reprezentance na Davisovem pokalu. Leta 2001 je bil sprejet v Mednarodni teniški hram slavnih.

## Finali Grand Slamov

### Posamično (3)

#### Zmage (2)
| Leto | Turnir                       | Nasprotnik v finalu | Rezultat finala    |
| 1954 | Prvenstvo Avstralije         | Rex Hartwig         | 6–2, 0–6, 6–4, 6–2 |
| 1958 | Amatersko prvenstvo Francije | Luis Ayala          | 6–3, 6–4, 6–4      |

#### Porazi (1)
| Leto | Turnir               | Nasprotnik v finalu | Rezultat finala |
| 1953 | Prvenstvo Avstralije | Ken Rosewall        | 0–6, 3–6, 4–6   |

### Moške dvojice (11)

#### Zmage (4)
| Leto | Turnir                       | Partner     | Nasprotnika v finalu          | Rezultat finala           |
| 1952 | Nacionalno prvenstvo ZDA     | Vic Seixas  | Ken McGregor Frank Sedgman    | 3–6, 10–8, 10–8, 6–8, 8–6 |
| 1953 | Nacionalno prvenstvo ZDA (2) | Rex Hartwig | Gardnar Mulloy Bill Talbert   | 6–4, 4–6, 6–2, 6–4        |
| 1954 | Prvenstvo Avstralije         | Rex Hartwig | Neale Fraser Clive Wilderspin | 6–3, 6–4, 6–2             |
| 1954 | Prvenstvo Anglije            | Rex Hartwig | Vic Seixas Tony Trabert       | 6–4, 6–4, 3–6, 6–4        |

#### Porazi (7)
| Leto | Turnir                           | Partner          | Nasprotnika v finalu           | Rezultat finala      |
| 1951 | Nacionalno prvenstvo ZDA         | Don Candy        | Ken McGregor Frank Sedgman     | 8–10, 4–6, 6–4, 5–7  |
| 1952 | Prvenstvo Avstralije             | Don Candy        | Ken McGregor Frank Sedgman     | 4–6, 5–7, 3–6        |
| 1953 | Prvenstvo Avstralije (2)         | Don Candy        | Lew Hoad Ken Rosewall          | 11–9, 4–6, 8–10, 4–6 |
| 1953 | Amatersko prvenstvo Francije     | Clive Wilderspin | Lew Hoad Ken Rosewall          | 2–6, 1–6, 1–6        |
| 1953 | Prvenstvo Anglije                | Rex Hartwig      | Lew Hoad Ken Rosewall          | 4–6, 5–7, 6–4, 5–7   |
| 1956 | Prvenstvo Avstralije (3)         | Don Candy        | Lew Hoad Ken Rosewall          | 8–10, 11–13, 4–6     |
| 1957 | Amatersko prvenstvo Francije (2) | Don Candy        | Malcolm Anderson Ashley Cooper | 3–6, 0–6, 3–6        |